# Stefano Gradi
Stefano Gradi (6 mars 1613 à Raguse, République de Raguse - 2 mai 1683 à Rome) est un philologue et poète italien d'origine dalmate qui est garde de la bibliothèque du Vatican.

## Biographie
Né à Raguse dans le 6 mars 1613, d’une famille noble, il embrasse l’état ecclésiastique, est pourvu de l’abbaye de Saint-Côme et Saint-Damien, et succéda à Leone Allacci, en 1661, dans la place de conservateur de la Bibliothèque apostolique vaticane. C'était un homme très-instruit, d'un caractère doux et affable, et plein de zèle pour le progrès des lettres. Le Sénat de Raguse le députe près de Louis XIV, pour lui demander des secours contre les Ottomans ; mais les jésuites, qui se rappelaient sa dispute contre le père Honoré Fabri, crurent et surent persuader au roi que le but secret de son voyage était de se concerter avec les chefs du parti janséniste, et il reçut l'ordre de sortir de Paris, le jour même qui avait été fixé pour son audience. Gradi meurt à Rome le 2 mai 1683, à un âge avancé.

## Œuvres
On a de lui plusieurs petits ouvrages, parmi lesquels on cite les suivants :
- Festinatio B. Virginis Elisabetham invisentis, lat. gr., oratorie ac poetice pertractata, 1631. Deux de ses amis, Ottavio Cusani et Francesco Maria Rho, de Milan, ont eu quelque part à ce recueil.
- Oratio de eligendo summo pontifice ; il prononça ce discours, le 1er juin 1667, devant les cardinaux assemblés pour élire le successeur d’Alexandre VII.
- In funere Cæsaris Rasponi cardinalis oratio, Rome, 1670, in-4°.
- De laudibus Serenissimæ Reipublicæ Venetæ et cladibus patriæ suæ carmen, Venise 1675, in-4°. Giovanni Cinelli Calvoli dit que la poésie de Gradi a une couleur antique, et qu’il n’est pas moins bon orateur que bon poète.
- Disputatio de opinione probabili cum Hon. Fabro, Rome, 1678, in-4°.

On a encore de lui une Vie d’Allacci, manuscrite ; et une Dissertation, sous le nom de Marino Statilio, touchant un fragment Pétrone, nouvellement découvert, et dont il s’efforce de prouver l’authenticité. Enfin Ferdinand von Fürstenberg, qui l’honorait de son amitié, a recueilli ses poésies latines, et les a insérées dans le recueil intitulé : Septem illustr. virorum poemata.